# Sankt Oswald-Riedlhütte
Sankt Oswald-Riedlhütte är en kommun i Landkreis Freyung-Grafenau i Regierungsbezirk Niederbayern i förbundslandet Bayern i Tyskland. Namnet ändrades 1 mars 1979 från Sankt Oswald till det nuvarande.